# José Ruiz de Albornoz
José Ruiz de Albornoz (Villar de Cañas, 1780 - Requena el 25 de noviembre de 1836) fue un noble y militar español con grado de coronel en Infantería que participó en la Primera Guerra Carlista y en la Guerra de la Independencia Española.

## Biografía
Nacido en Villar de Cañas (Cuenca) en 1780, tal y como refleja su expediente que se conserva en el Archivo General Militar de Segovia, en el que figura como subteniente del Regimiento Provincial de Cuenca, y donde consta su calidad de noble, con fecha de 14 de noviembre de 1796.
Combatió contra las facciones realistas y las tropas francesas, distinguido como jefe de columna. Participó en las batallas de Bailén, donde obtuvo la Medalla de la Batalla de Bailén, Uclés y Almonacid donde obtuvo sendas cruces, Ocaña y Cazalla, donde fue apresado y llevado a Francia en 1812, permaneciendo allí hasta que fue concertada la paz.
Pasó a la situación de excedente en 1824, viviendo en Villar de Cañas hasta la muerte de Fernando VII (1833). En 1834 se reintegra al ejército, acumuladas 5 campañas y 25 acciones de guerra y ascendiendo a coronel de infantería el 8 de septiembre de dicho año. Sirvió a la causa de la libertad constitucional, poniéndose, a mediados de 1835 bajo las órdenes del Conde de Retamoso, en la columna de voluntarios "de Záncara", siéndole confiada después la Comandancia militar del cantón de Requena, donde preparó la resistencia contra los ataques de las facciones carlistas, organizando la fuerza ciudadana y exaltando el espíritu público por la causa de la libertad. Debido a la defensa por él organizada fue concedido a Requena el título de ciudad, honrándola además Madrid dedicando una calle a la ciudad frente al Palacio Real.
Pasó a línea durante cuarenta y dos años, falleciendo en Requena el 25 de noviembre de 1836, a los cincuenta y seis años de edad, a causa de una caída de caballo.
- Datos: Q5645029